# Reale Federazione dei Paesi Bassi del Nuoto
La Reale Federazione dei Paesi Bassi del Nuoto (Koninklijke Nederlandse Zwembond - KNZB) è l'organismo sportivo nazionale del nuoto e della pallanuoto nei Paesi Bassi.